# Pseudoplexaura crucis
Pseudoplexaura crucis is een zachte koraalsoort uit de familie Plexauridae. De koraalsoort komt uit het geslacht Pseudoplexaura. Pseudoplexaura crucis werd in 1961 voor het eerst wetenschappelijk beschreven door Bayer. 